# Seo Tai Ji (álbum)
Seo Tai Ji es el álbum de estudio debut como solista del músico coreano Seo Taiji, lanzado en 1998. A pesar de que es el primer álbum como solista de Seo, es referido generalmente como el quinto (incluyendo los cuatro álbumes hechos por Seo Taiji and Boys) dentro de su propia discografía. Compuesto, tocado y producido en su integridad por Seo Taiji, fue lanzado el de julio de 1998 mientras Seo vivía en los Estados Unidos y, sin promoción,  logró vender alrededor de 1,3 millones de discos.

## Trasfondo
Después tomar la decisión de disolver Seo Taiji and Boys mientras grababan su cuarto álbum, Seo también anunció su retiro en enero de 1996. Se mudó a los Estados Unidos donde vivió con un perfil bajo. Sin promoción alguna, fue lanzado al mercado en Corea el 7 de julio de 1998. No fue hasta agosto del 2000, coincidiendo con el lanzamiento de su próximo álbum Ultramania, que Seo volvió a Corea del Sur a ofrecer conciertos..
Para Seo Tai Ji, Bando Eumban firmó con Seo un contrato de  1,43 millones de dólares por un año, con la distribución encargada a Samsung Music. Seo no apareció en ningún contenido promocional para el álbum.
Se realizaron vídeos musicales para «Take One», «Take Two» y «Take Five», todos sin la presencia de Taiji en ellos..

## Lista de canciones
Todas las canciones escritas y compuestas por Seo Taiji. 
| N.º | Título       | Duración |  |
| 1.  | «Maya»       | 0:25     |  |
| 2.  | «Take One»   | 4:17     |  |
| 3.  | «Take Two»   | 3:59     |  |
| 4.  | «Radio»      | 0:23     |  |
| 5.  | «Take Three» | 4:32     |  |
| 6.  | «Take Four»  | 3:28     |  |
| 7.  | «Lord»       | 0:24     |  |
| 8.  | «Take Five»  | 4:17     |  |
| 9.  | «Take Six»   | 2:58     |  |

## Personal
- Seo Taiji − voz, guitarra, bajo, teclado, samples, scratch, arreglos
- Diseño − Lee Dong Il, Park Sung Kyu, Park Jong Bum, Song Sang Keun, y Jung Joo Seok